# 4.3.2.1.
4.3.2.1. è un film del 2010 diretto da Noel Clarke e Mark Davis.

## Trama
4.3.2.1 è un thriller che mescola avventura e azione, rappresentando un mondo femminile moderno, dinamico e sensuale: 4 avvenenti teenager londinesi vivono i 3 giorni più imprevedibili della loro vita, muovendosi tra 2 città (Londra e New York) con una sola possibilità di sopravvivere.